# Premis Iris 2012
Els XV Premis Iris corresponents a 2012 foren entregats per l'Acadèmia de les Ciències i les Arts de Televisió d'Espanya el 25 d'abril de 2013. Els candidats a nominats foren anunciats el 6 de març de 2013.
La cerimònia d'entrega va tenir lloc al Casino d'Aranjuez. Fou presentada per Mariló Montero i es va emetre per La 2.
Quant als guardons atorgats en la gala de l'Acadèmia TV, el primer canal de l'ens públic va recollir deu premis, mentre La Sexta es va coronar amb sis, entre ells més ben informatiu. L'espai de ficció Isabel va aconseguir quatre estatuetes, mentre que María Teresa Campos, la veterana presentadora de Telecinco, va recollir el Premi Iris Especial a Tota una vida.

## Premis i candidatures
| Categoria                                    | Professionals                                                                                         | Espai de difusió                                         | Cadena de televisió                        | Resultat   |
| -------------------------------------------- | --- | -------------------------------------------------------- | ------------------------------------------ | ---------- |
| Millor informatiu                            | | La Sexta Noticias                                        | La Sexta                                   | Guanyador  |
| Millor informatiu                            | | Antena 3 Noticias: Fin de Semana                         | Antena 3                                   | Nominat    |
| Millor informatiu                            | | informativos Telecinco                                   | Telecinco                                  | Nominat    |
| Millor informatiu                            | | Noticias Cuatro: Fin de Semana                           | Cuatro                                     | Nominat    |
| Millor programa d'actualitat                 | | Salvados                                                 | La Sexta                                   | Guanyador  |
| Millor programa d'actualitat                 | | Comando Actualidad                                       | La 1                                       | Nominat    |
| Millor programa d'actualitat                 | | Espejo público                                           | Antena 3                                   | Nominat    |
| Millor programa d'entreteniment              | | El intermedio                                            | La Sexta                                   | Guanyador  |
| Millor programa d'entreteniment              | | El Hormiguero                                            | Antena 3                                   | Nominat    |
| Millor programa d'entreteniment              | | Tu cara me suena                                         | Antena 3                                   | Nominat    |
| Millor ficció                                | | Isabel                                                   | La 1                                       | Guanyador  |
| Millor ficció                                | | Cuéntame cómo pasó                                       | La 1                                       | Nominat    |
| Millor ficció                                | | Gran Hotel                                               | Antena 3                                   | Nominat    |
| Millor programa documental                   | | En portada                                               | La 2                                       | Guanyador  |
| Millor programa documental                   | | Informe Robinson                                         | Canal+                                     | Nominat    |
| Millor programa documental                   | | Equipo de investigación                                  | Antena 3                                   | Nominat    |
| Millor presentador/a d'informatius           | Ana Blanco                                                                                            | Telediario 1                                             | La 1                                       | Guanyadora |
| Millor presentador/a d'informatius           | Pedro Piqueras                                                                                        | Informativos Telecinco 21:00                             | Telecinco                                  | Nominat    |
| Millor presentador/a d'informatius           | Matías Prats                                                                                          | Antena 3 Noticias 2                                      | Antena 3                                   | Nominat    |
| Millor presentador/a de programes            | El Gran Wyoming                                                                                       | El Intermedio                                            | La Sexta                                   | Guanyador  |
| Millor presentador/a de programes            | Arturo Valls                                                                                          | ¡Ahora caigo!                                            | Antena 3                                   | Nominat    |
| Millor presentador/a de programes            | Pablo Motos                                                                                           | El Hormiguero                                            | Antena 3                                   | Nominat    |
| Millor reporter/a                            | Jordi Évole                                                                                           | Salvados                                                 | La Sexta                                   | Guanyador  |
| Millor reporter/a                            | Samanta Villar                                                                                        | Conexión Samanta                                         | Cuatro                                     | Nominat    |
| Millor reporter/a                            | Almudena Ariza Núñez                                                                                  | Informativos                                             | RTVE                                       | Nominat    |
| Millor actor                                 | Rodolfo Sancho                                                                                        | Isabel                                                   | La 1                                       | Guanyador  |
| Millor actor                                 | Mariano Peña                                                                                          | Aída                                                     | Telecinco                                  | Nominat    |
| Millor actor                                 | Imanol Arias                                                                                          | Cuéntame cómo pasó                                       | La 1                                       | Nominat    |
| Millor actriu                                | Adriana Ozores                                                                                        | Gran Hotel                                               | Antena 3                                   | Guanyador  |
| Millor actriu                                | Miren Ibarguren                                                                                       | Aída                                                     | Telecinco                                  | Nominat    |
| Millor actriu                                | Michelle Jenner                                                                                       | Isabel                                                   | La 1                                       | Nominat    |
| Millor guió                                  | Miguel Sánchez Romero                                                                                 | El intermedio                                            | La Sexta                                   | Guanyador  |
| Millor guió                                  | Eduardo Ladrón de Guevara, Alberto Macías, Curro Royo, Jacobo Delgado, Marisol Farré i Sonia Martínez | Cuéntame cómo pasó                                       | La 1                                       | Nominat    |
| Millor guió                                  | | Isabel                                                   | La 1                                       | Nominat    |
| Millor guió                                  | | El secreto de Puente Viejo                               | Antena 3                                   | Nominat    |
| Millor guió                                  | Elías Querejeta                                                                                       | La Conspiración                                          | ETB 2                                      | Nominat    |
| Millor direcció                              | Jordi Frades                                                                                          | Isabel                                                   | La 1                                       | Guanyador  |
| Millor direcció                              | Miguel de la Quadra-Salcedo                                                                           | Ruta Queztal BBVA                                        | La 2                                       | Nominat    |
| Millor direcció                              | Jorge Salvador i Pablo Motos                                                                          | El Hormiguero                                            | Antena 3                                   | Nominat    |
| Millor realització                           | | Informe semanal                                          | La 1                                       | Guanyador  |
| Millor realització                           | | Buscamundos: Viajes por la vida                          | La 2                                       | Nominat    |
| Millor realització                           | Alex Miñana                                                                                           | El hormiguero                                            | Antena 3                                   | Nominat    |
| Millor producció                             | | JJOO i Paralímpics Londres 2012                          | La 1                                       | Guanyador  |
| Millor producció                             | Jaume Banacolocha i Joan Bas                                                                          | Isabel                                                   | La 1                                       | Nominat    |
| Millor producció                             | Jorge Salvador i Pablo Motos                                                                          | El hormiguero                                            | Antena 3                                   | Nominat    |
| Millor direcció de fotografia i il·luminació | Tote Trenas                                                                                           | Cuéntame cómo pasó                                       | La 1                                       | Guanyador  |
| Millor direcció de fotografia i il·luminació | Jacobo Martínez                                                                                       | Imperium                                                 | Antena 3                                   | Nominat    |
| Millor direcció de fotografia i il·luminació | Ezequiel Nobili                                                                                       | El hormiguero                                            | Antena 3                                   | Nominat    |
| Millor direcció d'art i escenografia         | Marcelo Pacheco i Pepe Reyes                                                                          | Isabel                                                   | La 1                                       | Guanyador  |
| Millor direcció d'art i escenografia         | Federico Vázquez                                                                                      | El hormiguero                                            | Antena 3                                   | Nominat    |
| Millor direcció d'art i escenografia         | Carlos de Dorremochea                                                                                 | Gran Hotel                                               | Antena 3                                   | Nominat    |
| Maquillatge, perruqueria i caracterització   | | Tu cara me suena                                         | Antena 3                                   | Guanyador  |
| Maquillatge, perruqueria i caracterització   | Carla Orete, Jesús Gil, Pilar Carbonero i Montserrat Vilumbrales                                      | Cuéntame cómo pasó                                       | La 1                                       | Nominat    |
| Maquillatge, perruqueria i caracterització   | | Isabel                                                   | La 1                                       | Nominat    |
| Millor música per televisió                  | Fernando Ortí                                                                                         | Cuéntame cómo pasó                                       | La 1                                       | Guanyador  |
| Millor música per televisió                  | Alex Conrado                                                                                          | El Secreto de Puente Viejo                               | Antena 3                                   | Nominat    |
| Millor música per televisió                  | Cali & El Dandee                                                                                      | Eurocopa 2012: No hay dos sin tres                       | Emissió Multicanal (Mediaset España)       | Nominat    |
| Millor autopromo i/o imatge corporativa      | | Clásicos de La 1                                         | La 1                                       | Guanyador  |
| Millor autopromo i/o imatge corporativa      | | Campanya de Nadal 2012: Baile Fusión Antena 3 y La Sexta | Emissió Multicanal (Atresmedia Televisión) | Nominat    |
| Millor autopromo i/o imatge corporativa      | | Campanya de Nadal La Sexta                               | La Sexta                                   | Nominat    |
| Millor canal temàtic                         | |                                                          | Canal 24 Horas                             | Guanyador  |
| Millor canal temàtic                         | |                                                          | Canal Historia                             | Nominat    |
| Millor canal temàtic                         | |                                                          | Xplora                                     | Nominat    |

## Premis especials i autonòmics
Premi a Tota una vida
- María Teresa Campos

Premi Iris Especial
- La voz (Telecinco)

Millor ficció autonòmica
- Tornarem (TV3)

Millor programa d'entreteniment autonòmic
- Tiene Arreglo (Canal Sur Televisión)

Millor programa d'actualitat autonòmic
- Madrid Directo (Telemadrid)

Millor informatiu autonòmic
- Aragón Noticias 1 (Aragón TV)

Millor presentador/a de programes autonòmics
- Xosé Ramón Gayoso (Televisión de Galicia)

Millor presentador/a d'informatius autonòmics
- Natividad Melendre per CyLTV Noticias 14:30 (CyLTV)